# Bunjin-ga

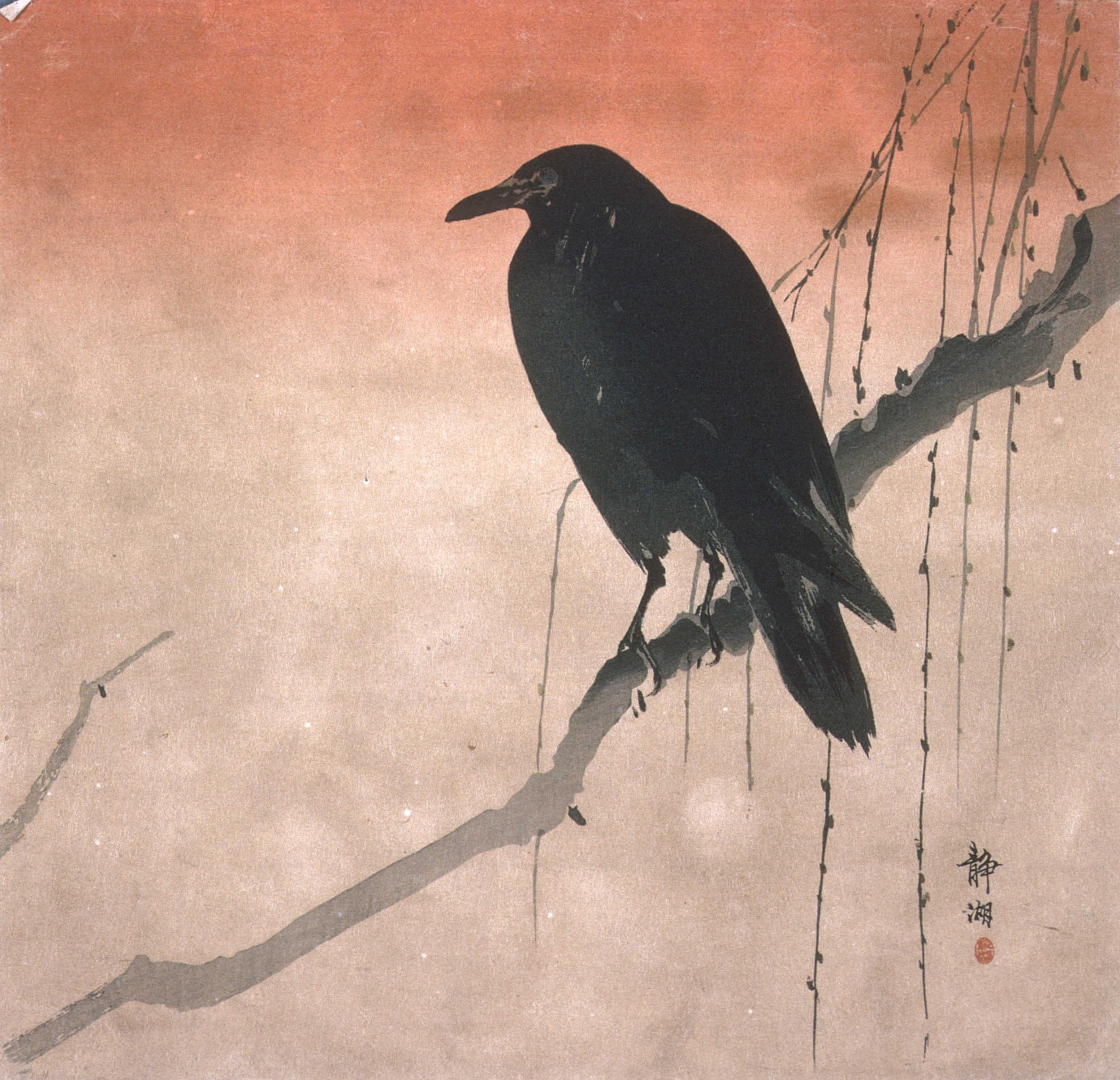
Okuhara Seiko, Sans titre.

Le bunjin-ga (文人画, « peinture de lettrés ») ou nan-ga (南画, « peinture du Sud »), est un genre de peinture qui s'est développé au Japon à partir du XVIIIe siècle, inspiré par la peinture de lettrés chinoise.

## Origine
Comme la peinture de lettrés chinoise - qui s'est, elle, développé très tôt en Chine, et a commencé à se fixer vers la fin de la dynastie Yuan (1280-1368) - la peinture de lettré japonaise était l'œuvre de lettrés de culture confucéenne et connaisseurs de la poésie chinoise classique. C'est une peinture essentiellement monochrome, à l'encre de Chine, et - en principe - uniquement tournée vers la peinture de paysages. 
Comme pour la peinture de lettrés chinoise et son « École du Sud », la peinture de lettrés japonaise était également connue comme « peinture du Sud » (nan-ga, 南画).
Cependant, les lettrés japonais n'avaient pas la possibilité de quitter le Japon, et n'avaient donc que peu accès aux œuvres chinoises originales, et n'avaient également que bien peu d'opportunités de rencontrer des lettrés chinois eux-mêmes. Donc, le mode de vie, la mentalité et l'interprétation même du style de l'École du Sud changèrent considérablement en passant de Chine au Japon.

## Histoire dubunjin-ga

### Les premiers peintresbunjin-ga
Les pionniers du bunjin-ga inclurent des peintres comme Hattori Nankaku (1683-1759), mais les peintres qui eurent une influence majeure pour définir ce nouveau mouvement furent :
- Gion Nankai (1676-1751), fils d'un docteur au service d'un daimyo de la province de Kii,
- Yanagisawa Kien (1704-1758), second fils d'un homme de la suite d'un puissant chef de clan de l'époque. Le maître spirituel confucéen de celui-ci, Ogyu Sorai, eut une grande influence sur lui.
- et Sakaki Hyakusen (1697-1752). Il était fils d'un pharmacien de la région de Nagoya, et, à la différence de Gion Nankai et Yanagisawa Kien, il était peintre professionnel.

Quant à Hanabusa Itchō (1652-1724), s'il se réclama du mouvement bunjin-ga avant de créer sa propre école, son style très libre, et sa profonde originalité, ne permettent pas de le ranger comme un des maîtres fondateurs du bunjin-ga.

### Les maîtres de la peinturebunjin-ga
Ike no Taiga et Yosa Buson sont très généralement considérés comme les maîtres du style Nan-ga. 
- Ike no Taiga (1723-1776) naquit dans une famille de fermiers au Nord de Kyōto. Dès son enfance, Ike no Taiga excella dans l'art de la calligraphie, et, de ce fait, fréquentait assidûment les moines du temple Zen de Manpuku-ji, à Kyōto. Il devint ensuite un peintre professionnel, qui vivait des commandes de ses clients. Vers 1748, il quitta Kyōto et s'arrêta à Edo, où il devient célèbre pour sa peinture avec les doigts, dont il était un virtuose. Toujours pendant son séjour à Edo, il eut l'occasion de voir des peintures occidentales, qui, dit-on, l'impressionnèrent fortement. En 1751, il rencontra Hakui, le célèbre moine et peintre Zen, rencontre qui eut sans doute une influence sur son style. Il étudia ensuite la peinture chinoise, en particulier celle de la dynastie Ming. Mais il développa son propre style, qui, outre l'enseignement de la peinture chinoise, incluait l'influence de l'art japonais et même de la peinture occidentale. Les plus belles pièces qu'il nous ait laissé de son art sont probablement ses paravents.

- Yosa Buson (1716-1783) a laissé son nom à la fois comme un grand peintre et comme un grand poète, qui excella en particulier dans le domaine des haiku. Il naquit probablement dans les environs d'Osaka, mais quitta son village natal vers 1735 pour s'en aller à Edo, où il devint l'élève de Hayano Hajin. Lorsque Hajin mourut en 1741, Buson quitta Edo et s'établit à Kyōto en 1751, pour gagner la région de Tango en 1754, où son style pictural s'enrichit de l'étude des estampes sur bois chinoises. C'est à ce moment qu'il développa un style propre. Mais ce n'est qu'à partir de 1770, et de sa collaboration avec Ike no Taiga, que son style devint à proprement parler bunjin-ga.

### Diffusion et décadence dubunjin-ga
La peinture Nan-ga se répandit alors, non seulement dans la région de Kyōto et d'Ōsaka, mais aussi à Nagoya et à Kyūshū. 
Dans la région de Kyōto et d'Ōsaka, on trouva des peintres comme Uragami Gyokudo (1745-1820), Okada Beisanjin et Okada Hanko, ainsi que Aoki Mokubei (1767-1833), puis Rai San'yo (1780-1832).
À Edo, on trouva des peintres comme Tani Bunchō (1763-1840), Watanabe Kazan (1793-1841), qui fut élève de Tani Bunchō, et Tachihara Kyosho (1785-1840). 
Mais avec les peintres Nan-ga de Nagoya, tels que Nakabayashi Chikudo (1776-1853) et Yamamoto Baiitsu (1783-1856), le style nan-ga commença à se diluer et à se mélanger avec d'autres formes de peinture japonaise, signant ainsi la fin du bunjin-ga en tant que mouvement distinct.

## Différences avec la peinture de lettrés chinoise
Il est essentiel cependant de noter les différences qui séparent le bunjin-ga de la peinture de lettrés chinoise. S'ils sont unis en effet par leur culture confucéenne et leur connaissance de la poésie chinoise, ils en diffèrent par le contexte des sociétés dans lesquelles ils vivaient, ainsi que par leur conception plus floue du style de l'École du Sud chinoise :
- Tout d'abord, à la différence des lettrés chinois, les lettrés japonais n'étaient pas des fonctionnaires du gouvernement, disposant de terres et de moyens financiers importants, mais des employés modestement rémunérés des seigneurs japonais qui formaient l'aristocratie militaire qui gouvernait le Japon[2]

- Ensuite, si les lettrés japonais s'inspiraient de l'École du Sud chinoise (qui forme le cœur de la peinture de lettré en Chine), ils s'inspirèrent également d'écoles de peintures chinoises académiques (peintures de « l'École du Nord », des Song du Sud, peinture Che de la dynastie Ming), et étaient donc loin de l'objectif stylistique de l'École du Sud, qui s'était développé justement en réaction des écoles plus académiques.

- Ce que les japonais désignaient sous le nom de « peinture du Sud » (Nan-ga) était d'ailleurs différent de l'École du Sud chinoise sur un autre point : l'École du Sud chinoise était à proprement parler une peinture de paysage, alors que les lettrés japonais incluaient également dans leur « peinture du Sud » des personnages, des fleurs, des oiseaux, des bambous, etc[3].

- Car en réalité, si les lettrés chinois de l'École du Sud définissaient leur style en opposition de celui de l'École du Nord chinoise, les lettrés japonais, eux, opposaient leur nan-ga (« peinture du Sud ») au style de l'école Kanō, l'école de peinture officielle japonaise (ainsi qu'au style de toutes les écoles qui suivaient la tradition de Sesshu), qu'ils considéraient comme étant leur propre « École du Nord »[4].

## Principaux artistesbunjin-ga
- Hanabusa Itchō (1652-1724)
- Gion Nankai (1676-1751)
- Sakaki Hyakusen (1697-1752)
- Yanagisawa Kien (1704-1758)
- Yosa Buson (1716-1783)
- Ike no Taiga (1723-1776)
- Sonsai (1736-1802)
- Tani Bunchō (1763-1840)
- Chikutō Nakabayashi (1776-1853)
- Tanomura Chikuden (1777-1835)
- Tomioka Tessai (1836-1924)
- Ogawa Mokichi (1868-1938)
- Yano Kyōson (1890-1965)